# 정종현 (야구 선수)
정종현(鄭宗鉉, 1959년 12월 5일 ~ )은 전 KBO 리그 OB 베어스의 포수이다.

## 출신 학교
- 한양대학교